# فدراسیون والیبال لهستان
فدراسیون والیبال لهستان، ( لهستانی: Polski Związek Piłki Siatkowej، PZPS ) انجمنی است که در سال ۱۹۲۸ زیر نظر وزارت ورزش والیبال در لهستان تأسیس شد.    
این فدراسیون تمامی مسابقات داخلی مردان از حرفه ای تا آماتور و همچنین مسابقات قهرمانی داخلی بانوان را از سطح اول تا پایین ترین، تیم های ملی مردان و زنان از بزرگسالان تا تمام رده های سنی را مدیریت می کند.
این فدراسیون در سال ۱۹۴۷ به فدراسیون بین‌المللی والیبال (FIVB) پیوست.

## انجمن های استانی
| ن. | نام رسمی                       | مقر         | سایت اینترنتی          |
| ۱  | انجمن والیبال سیلزی پایین      | وروتسوال    | www.dzps.pl            |
| ۲  | انجمن والیبال کویا-پومرانیا    | بیدگوشچ     | www.kpzps.pl/          |
| ۳  | اتحادیه والیبال لوبوسکی        | زیلونا گورا | www.lzps.pl            |
| ۴  | انجمن والیبال لودز             | لودز        | www.siatka-lodzkie.pl  |
| ۵  | اتحادیه والیبال لهستان کوچک    | کراکوف      | www.mzps.pl            |
| ۶  | اتحادیه والیبال مازوویا-ورشو   | ورشو        | www.mwzps.pl           |
| ۷  | انجمن والیبال اوپل             | اوپل        | www.ozps.pl            |
| ۸  | انجمن والیبال استان پودکارپکیه | رززوو       | www.pwzps.p9.pl        |
| ۹  | انجمن والیبال ناحیه پودلاسکیه  | بیالیستوک   | www.pozps.bialystok.pl |
| ۱۰ | انجمن والیبال استان پومرانیا   | گدانسک      | www.pwzps.org          |
| ۱۱ | انجمن والیبال سیلسیا           | کاتوویتس    | www.szps.pl            |
| ۱۲ | انجمن والیبال سوئیتوکرزیسکی    | کیلسه       | www.szps.kielce.pl     |
| ۱۳ | انجمن والیبال وارمیا و مازوری  | اولشتین     | www.wmzps.org          |
| ۱۴ | اتحادیه والیبال لهستان بزرگ    | پوزنان      | www.wzps.poznan.pl     |
| ۱۵ | انجمن استانی والیبال در لوبلین | لوبلین      | www.wzps.lublin.pl     |
| ۱۶ | انجمن والیبال وست پومرانیا     | شچسین       | www.zzps.pl            |

## فهرست روسا
| رئيس جمهور              | مدت زمان    |
| ----------------------- | ----------- |
| یوگنیوس کروتکیفسکی      | ۱۹۵۷        |
| تادئوش برزوسکو          | ۱۹۵۷-۱۹۶۹   |
| زیگمونت نایدوفسکی       | ۱۹۶۹-۱۹۷۱   |
| استانیسلاو رومانسکی     | ۱۹۷۱-۱۹۷۸   |
| تادئوس ساسارا           | ۱۹۷۸-۱۹۸۸   |
| اریک ایپوهورسکی-لنکیویچ | ۱۹۸۸-۲۰۰۱   |
| یانوش بیسیادا           | ۲۰۰۴–۲۰۰۱   |
| میروسلاو پرزدپلسکی      | ۲۰۱۵–۲۰۰۴   |
| پاول پاپکه              | ۲۰۱۶–۲۰۱۵   |
| یاچک کاسپرژیک           | ۲۰۲۱–۲۰۱۶   |
| سباستین شویدرسکی        | از سال ۲۰۲۱ |